# 寝た振りの君へ
『寝た振りの君へ』（ねたふりのきみへ）は日本のロックバンド・ammoのシングル。1枚目のCDシングルとして2020年4月29日に発売された。

## 概容
ammo初となるシングル作品であり、本作以降はEPとアルバムでのリリースが中心となった為、メジャーデビュー時点で本作が唯一のシングルである。
当初は、タワーレコード店舗にて1000枚限定で販売されていたが、同年10月から全国流通販売された。その為、本作はデモシングルと位置づけられているが、オリコンチャートに集計されており、週間シングルチャートで26位を記録した。
本作の発売日は、公式サイトでは2020年4月29日となっているが、販売店であるタワーレコード及びオリコンチャート上では2020年5月20日となっている。
2024年1月17日に、トイズファクトリーからメジャーデビューする際にリリースされたデジタルEP『re:奏-EP』に表題曲と本作のカップリング曲である「フロントライン」が再録音源で収録された。

## 収録内容
| 全作詞・作曲: 岡本優星。 |                              |          |            |      |
| #                        | タイトル                     | 作詞     | 作曲・編曲 | 時間 |
| 1.                       | 「寝た振りの君へ」           | 岡本優星 | 岡本優星   | 4:05 |
| 2.                       | 「好きになってごめんなさい」 | 岡本優星 | 岡本優星   | 5:22 |
| 3.                       | 「フロントライン」           | 岡本優星 | 岡本優星   | 3:25 |
| 合計時間:                | 合計時間:                    | 12:52    |            |      |

## 収録アルバム
- 会うのは別れの始め（#1,#3）
- re:奏-EP（#1,#3）